# Caravaca Club de Fútbol
Caravaca Club de Fútbol is een Spaanse voetbalclub uit Caravaca de la Cruz. De ploeg werd opgericht in 1969. Thuisstadion is het Estadio Antonio Martínez El Morao. Het team speelt vanaf 2009-2010 in de Segunda División B.

## Geschiedenis
De huidige ploeg werd opgericht in 1969 uit de assen van voorgangers zoals Deportiva Caravaqueña en Caravaca Football Club. De ploeg speelde heel lang een kleine lokale rol tot in 1980 de promotie naar de Tercera División werd afgedwongen. De ploeg handhaafde zich zes seizoenen in deze reeks, waarna het weer degradeerde naar de lokale reeksen. In 1991 werd de verloren plaats weer herwonnen.
Tijdens het seizoen 2008-2009 speelde de ploeg kampioen na het scoren van 115 doelpunten. In de eindronde werd eerst nog uitgeschakeld door Unión Estepona. Doordat de ploeg kampioen gespeeld was, kreeg het nog een herkansing. In de volgende ronde werd CD Alcalá uitgeschakeld an na CD Ourense tweemaal met 2-0 verslagen te hebben, was de promotie naar de Segunda División B een feit.

## Gewonnen prijzen

### Nationale competitie
Kampioen Tercera División 2008-2009

### Overzicht
| seizoen | competitie          | positie     | resultaat                      |
| ------- | ------------------- | ----------- | ------------------------------ |
| 1969/80 | Primera Territorial | Kampioen    | Stijgt naar Tercera División   |
| 1980/81 | Tercera División    | 6de plaats  | Behoud                         |
| 1981/82 | Tercera División    | 7de plaats  | Behoud                         |
| 1982/83 | Tercera División    | 17de plaats | Behoud                         |
| 1983/84 | Tercera División    | 14de plaats | Behoud                         |
| 1984/85 | Tercera División    | 10de plaats | Behoud                         |
| 1985/86 | Tercera División    | 19de plaats | Degradatie                     |
| 1986/91 | Primera Territorial | Kampioen    | Stijgt naar Tercera División   |
| 1991/92 | Tercera División    | 5de plaats  | Behoud                         |
| 1992/93 | Tercera División    | 2de plaats  | Eindronde, behoud              |
| 1993/94 | Tercera División    | 4de plaats  | Eindronde, behoud              |
| 1994/95 | Tercera División    | 5de plaats  | Behoud                         |
| 1995/96 | Tercera División    | 8ste plaats | Behoud                         |
| 1996/97 | Tercera División    | 5de plaats  | Behoud                         |
| 1997/98 | Tercera División    | 4de plaats  | Eindronde, behoud              |
| 1998/99 | Tercera División    | 9de plaats  | Behoud                         |
| 1999/00 | Tercera División    | 16de plaats | Behoud                         |
| 2000/01 | Tercera División    | 15de plaats | Behoud                         |
| 2001/02 | Tercera División    | 7de plaats  | Behoud                         |
| 2002/03 | Tercera División    | 7de plaats  | Behoud                         |
| 2003/04 | Tercera División    | 4de plaats  | Eindronde, behoud              |
| 2004/05 | Tercera División    | 10de plaats | Behoud                         |
| 2005/06 | Tercera División    | 14de plaats | Behoud                         |
| 2006/07 | Tercera División    | 3de plaats  | Eindronde, behoud              |
| 2007/08 | Tercera División    | 4de plaats  | Eindronde, behoud              |
| 2008/09 | Tercera División    | Kampioen    | Stijgt naar Segunda División B |
| 2009/10 | Segunda División B  | 11de plaats | Behoud                         |
| 2010/11 | Segunda División B  |             |                                |